# 花とゆめ
『花とゆめ』（はなとゆめ）は、白泉社が発行する少女漫画雑誌。掲載作品の単行本は、誌名をとった「花とゆめコミックス」として刊行されている。
増刊や不定期発行の姉妹誌として『ザ花とゆめ』『花とゆめ 文系少女』、2018年に休刊の『別冊花とゆめ』、2024年に休刊の電子書籍『少年ハナトユメ』がある。

## 概要
1974年5月、月刊誌として集英社から創刊された。創刊号の表紙は「こやのかずこ」のイラストで、価格は280円だった。1975年1月より月2回発行に変わり、その後も毎月5日・20日 に発行されている。月2回発行少女漫画雑誌で唯一（2011年1月時点で）、年末年始の発行休止（合併号）を行ったことがない。これは『マーガレット』（集英社）も同様だが、2008年度の発行・発売分に関しては年末（1・2号）と年始（3・4号）がいずれも合併号になった。また、『Sho-Comi』（小学館）は2001年から年始発行・発売分（3・4号）が合併号になっている。
誌名の由来は、白泉社創立のメンバーの一人で、初代代表取締役社長の梅村義直によると、国電の車内吊り広告で、飯田深雪の展覧会宣伝広告のテーマ「花とロマン」を見て思いつき、「と」で名詞をつなぐドロ臭さが今までの雑誌名にはなく、新鮮に見えたと回想している。
2018年5月2日より、本誌の電子版が紙雑誌の1号遅れで白泉社e-net!や主要な電子書店にて配信を開始。2020年5月20日発売の12・13合併号から、紙の雑誌と電子版が同日に発売するようになっている。
「創刊50周年記念 花とゆめ展」が2024年5月24日から開催されている。
発行部数は2021年1月 - 3月時点で86,267部（日本雑誌協会]による発表値）。これは月2回刊少女漫画雑誌の発行部数トップである。
『LaLa』（白泉社）は、同誌の増刊として創刊され、その後独立したものではなく、新創刊されたものである。

## 歴代編集長
- 小長井信昌（創刊号[15] - 1976年12号[16]）
- 小森正義（1976年13号[17] - 1978年11号[18]）
- 服部博（1978年12号[19] - ）
- 鈴木浩介
- 佐藤一哉（ - 2021年[20]）
- 長谷川貴広（2021年[1] - ）

## 主な連載作品

### 現在連載中の作品
※2025年18号現在。
- 暁のヨナ（草凪みずほ）：2009年17号[21] -
- 雨の皇子と花の贄（もといも）：2025年2号[22] -
- 狼皇子と嘘つきな結婚（音久無）：2024年14号[23] -
- 推しに甘噛み（鈴木ジュリエッタ）：2022年23号[24] -
- 鬼の花嫁は喰べられたい（サカノ景子）：2020年12・13合併号[11] - 2020年16号[25]、2020年20号[26] - ※集中連載から連載化[25][11][26]
- 顔だけじゃ好きになりません（安斎かりん）：2020年16号[25] -
- 神さま学校の落ちこぼれ（赤瓦もどむ、原作：日向夏）：2021年17号[27] -
- 恋する天使は罪深い（酒井ゆかり）：2025年7号[28] -
- 三元の春（真嶋つぐみ）：2025年17号[29] -
- スキップ・ビート!（仲村佳樹）：2002年3号 -
- 多聞くん今どっち!?（師走ゆき）：2021年22号[30] -
- ぬこづけ!（柚木色）：2012年19号 -
- ネコまね!〜宇宙ネコ擬態する〜（此花高見）：2019年19号[31] -
- 春の嵐とモンスター（ミユキ蜜蜂）：2022年15号[32] -
- 人の余命で青春するな（福山リョウコ）：2024年15号[33] -
- ペンギンカフェへようこそ（星埜かなた）：2023年13号 -
- 山田の学級日誌（青海瑠依）：2024年17号[34] - 2024年19号、2024年22号[35] - ※短期集中連載[34]
- 幽霊城の旦那様（柴宮幸）：2024年12号[36] - 2025年18号[37]

### 中断している連載作品
- ネイビー☆NATS!（古都和子）：2010年15号 -
- ベリーベリー（日高万里）
- 闇の末裔（松下容子）
- リーゼロッテと魔女の森（高屋奈月）

### 過去の掲載作品

#### あ行
- 愛し合ってなんかいられない（高口里純）：1983年8号 - 1983年13号
- I-アイ- はこにわぐらし（中村世子）：2016年1号[38] - 2016年20号[39]
- 愛は地球を救う（武藤啓）
- アイラブユーで燃やしてみせて（チキン）：2023年6号[40] - 2023年13号
- 紅い牙・ブルーソネット（柴田昌弘）
- 赤ずきんに狼男は懐かない（ナツミ）：2020年23号[41] -
- 赤ちゃんと僕（羅川真里茂）
- 悪魔と箱の管理人（朝海いるか）：2022年24号[42] - 2023年2号[43] ※集中連載[42]
- 秋吉家シリーズ（日高万里）
- 朝からピカ☆ピカ（山口美由紀）
- 蒼竜の側用人（千歳四季）：2016年4号[44] - 、2018年10号[45] - 2019年18号[46] ←読み切りから短期連載後[44]、『ザ花とゆめ』での連載から移籍[45]
- あなた私の何役ですか（まめ魚）：2025年7号[28] - 2025年9号[47] ※集中連載[28]
- 兄友（赤瓦もどむ）：2015年11号[48] - 、2015年22号[49] - 2018年20号[50] ※集中連載[48]→連載[49]
- 兄ワールド（加藤四季）：2001年23号 - 2007年3号
- あめのち晴れ（杉原涼子）：1995年5号 - 2001年20号
- あやかし、あまやかし（黒兎ももか）：2020年5号[51] -
- アラクレ（藤原規代）：2004年21号 - 2009年5号
- アラベスク（山岸凉子）
- ある殺し屋の閑話（穂嶺灯）：2024年13号[52] - 2024年15号[53]、2025年2号[54] - 2025年4号[55]
- アロイス（萩尾望都）
- アンドロイドはミスティー・ブルーの夢を見るか?（川原泉）
- アンのマゴマゴ図書之国（樋口橘）：2014年18号[56] - 2015年20号[57] ※第一部完[57]
- アンは反抗期（磁ロックス）
- いい子の裏事情（コータ）：2017年15号[58] - ※集中連載[58]
- いきテル（此花高見）：2012年19号 -
- 一条要とは関わらない（三咲ユウ）：2016年10号[59] -
- いつでもお天気気分（羅川真里茂）→『別冊花とゆめ』に移籍
- いっぱしマン（高口里純）：1984年11号 - 1984年20号
- いっしょにねようよ（高尾滋）
- ヴァンデミエール 葡萄月の反動（川原泉）
- ヴィーナス綺想曲（西形まい）：2005年21号 - 2008年14号
- 宇宙の果てからこんにちは（望月ぱすた）
- うちの黒魔導士がかわいすぎる！（たきどん）：2023年17号[60] - 2023年19号、2023年24号 - 2025年6号[61]
- うちの不敵なギャングスター（酒井ゆかり）：2021年7号[62] -
- 雨天決行（杉原涼子）：2002年12号 - 2003年2号
- EXIT（藤田貴美）
- NGライフ（草凪みずほ）
- MとNの肖像（樋口橘）
- MVPは譲れない!（仲村佳樹）
- エンドロールは君と（まめ魚）：2021年19号[63] - 2021年21号[64]、2022年4号[65] - 2022年12号[66] ※集中連載→連載[65]
- 狼くんとマジョさん（此花高見）
- おかえりは恋心を込めて（雪野はじめ）：2024年7号[67] - 2024年9号[68]
- オトナになる方法（山田南平）
- 乙女ゲーに転生したけど筋肉で解決します（ダル子）：2022年6号[69] - 2022年18号[70] ※集中連載[69]
- お星様にお願いっ!（藤崎真緒）
- 親指からロマンス（椿いづみ）：2003年7号 - 2007年7号
- 俺様ティーチャー（椿いづみ）：2007年15号[51] - 2020年5号[51]

#### か行
- 怪盗アマリリス（和田慎二）
- 輝ける星（椎名橙）：2023年2号[43] - 2023年5号 ※集中連載[43]
- 学園アリス（樋口橘）：2002年19号[71] - 2013年14号[71]
- かぐや姫のかくしごと（楠木薫）：2019年3号[72] -
- 歌劇の国のアリス（樋口橘）：2016年1号[38] - 2017年20号[73]
- 風の城砦（河惣益巳）
- 風呼びのマカナ（柴宮幸）：2023年6号[40] - 2023年8号、2023年18号 - 2023年20号
- カタリアツメベ探訪談（天原ふおん）
- 学校ホテル（モリエサトシ）
- 蒲田ギュウ乳販売店（此花高見）：2001年8号 - 2012年18号
- かみさまとふたりきり（朝海いるか）：2021年15号[74] - ※集中連載[74]
- 神様はじめました（鈴木ジュリエッタ）：2008年6号[75] - 2016年12号[75]
- 火輪（河惣益巳）
- 虹色JOKER（みなみ佐智）
- カラクリオデット（鈴木ジュリエッタ）
- ガラスの仮面（美内すずえ） ※1997年以降中断。2008年7月から『別冊花とゆめ』に移籍
- 空の帝国（喜多尚江）：1993年16号、1996年8号
- カレーの王子さま（川原泉）
- 黄色いイス（音久無）：2005年10号 - 2007年4号
- キナリの星屑（夏目コウ）：2017年9号[76] -
- 木下兄妹は止まらない！（チキン）：2022年14号[77] - 2022年16号、2022年22号[78] - 2023年1号 ※集中連載[77]
- 君とスキャンダル！（古都和子）：2004年9号 - 2004年20号
- 奇妙な果実達（山下友美）
- CAPTAIN RED（藤田貴美）
- 吸血鬼のアリア（さくまれん）：2018年22号[79] - 2019年8号[80] ※読み切りが連載化[79]
- きょうだいごっこ（安斎かりん）：2018年9号[81] - 2019年1号[82]
- 今日も明日も。（絵夢羅）
- キラメキ☆銀河町商店街（ふじもとゆうき）
- 綺麗展覧会（喜多尚江）：1999年2号、1999年8号
- 銀のロマンティック…わはは（川原泉）：1986年3号 - 1986年7号
- ぐ－様に明日が来るように（森野ひびこ）：2023年5号[83] - 2023年7号 ※集中連載[83]
- 愚者の楽園（川原泉）
- 久美と森男のラブメロディ（高口里純）
  - 熱くなるまでまって：1980年13号、1980年15号
  - パーフェクト・デイ：1980年17号 - 1981年3号
  - 赤いピアノ線：1981年15号 - 1981年22号
  - ワルツの似合うころ：1982年6号 - 1982年15号
- 黒伯爵は星を愛でる（音久無）：2014年1号[84] - 2018年9号[81] ※集中連載[84]→連載
- GLOBAL GARDEN（日渡早紀）
- ゲートボール殺人事件（川原泉）
- ゲーム×ラッシュ（草凪みずほ）
- 月刊なかとば（山口舞子）：2009年3号 -
- 月光（那州雪絵）
- 潔癖少年 完全装備（トビナトウヤ）：2006年2号 - 2007年10号
- 恋に無駄口（福山リョウコ）：2019年19号[31] - 2023年15号[85]
- 恋は人の外（南マキ）：2015年20号[57] - 2016年17号[86]
- 恋をしてでもバズりたい!（たかみね）：2021年9号[87] - 2021年12号[88] ※集中連載[88]
- 高校天使（加藤四季）：1995年21号 - 2001年8号
- 甲子園の空に笑え!（川原泉）
- 紅茶王子（山田南平）
- ゴールデン・デイズ（高尾滋）
- 極楽同盟（絵夢羅）
- ここはグリーン・ウッド（那州雪絵）
- ココロに花を!!（菅野文）
- こちら夢喰い 悪夢、頂戴致します。（輝）：2022年19号[89] - 2022年22号[78] ※集中連載[78]
- 琥春くんの細胞を（浅葉さつき）：2024年1号[90] - 2024年3号[91]、2024年6号[91] - 2024年15号[53]
- 小春びより (神坂智子)
- こももコンフィズリー（南マキ）：2013年12号[92] -
- コレットは死ぬことにした（幸村アルト）：2014年7号[93] - 、2014年16号[94] - 2021年21号[64] ※集中連載[93]→連載[94]
- コンビニエンス勇者（乙川朱里）：2016年17号[86] -
- 婚約者を雇ってみましたが（楠木薫）：2020年19号[95] - 2021年13号[96]

#### さ行
- ザーフィラ陛下と黒と白（もといも）：2023年3号[97] - 2023年5号、2023年9号 - 2024年5号[98] ※集中連載[97]→連載
- サイボーイ-改造少年-（西形まい）：2008年18号 - 2009年13号
- サクラ大戦奏組（島田ちえ、原作：チームかなで、（C）セガ、（C）RED、（C）白泉社）： - 2013年12号[92]
- サディスティック・19（立花晶）
- サラディナーサ（河惣益巳）：1987年 - 1990年[99]
- 3年Z組ポチ先生（磁ロックス）：2003年3号 - 2007年8号
- 聖巫女の守護者（友藤結）：2021年10・11合併号[100] - 2022年10・11合併号[101]
- 幸福喫茶3丁目（松月滉）
- 紫苑くんの仰せのまま（犬飼ねこ）：2025年13号[102] - 2025年15号[103] ※読み切りが連載化[102]
- しかない生徒会（モリエサトシ）：2016年18号[104] - 2017年3号[105]
- 時間屋（日高万里）
- シークエンス－勇気の奏でる魔法－（冴凪亮）
- 執事・黒星は傅かない（音久無）：2019年9号[106] - 2022年23号[24] ※読み切りから連載化[106]
- SHIMAVARA（藤田貴美）
- 借金王キャッシュ（河内美雪）
- しゃにむにGO（羅川真里茂）
- JIUJIU -獣従-（トビナトウヤ）：2009年2号 - 2009年21号
- シュガープリンセス（中条比紗也）
- Jupiter 〜The IDOLM@STER〜（ミユキ蜜蜂、（C）NBGI）
- 少女鮫（和田慎二）
- ジョイフル！シェアメイト部（柴宮幸）：2016年12号[75] - ※短期集中連載[75]
- 女王様の白兎（音久無）：2011年17号 - 2012年14号
- シルクロード・シリーズ（神坂智子）
- 神祇の守り人（さくまれん）：2019年21号[107] - 、2020年3号[108] - ※集中連載→連載化[108]
- シンデレラの義理姉に転生したけどふたりの王子に溺愛されています（月永遠子）：2024年8号[109] - 2025年1号[110]←『ザ花とゆめ』から移籍[109]
- 人狼乙女ゲームに転生したので生き残りエンドを目指します（サザメ漬け）：2022年13号[111] - 2022年15号[32]、2022年19号[32] - 2023年1号 ※集中連載→連載[32]
- スイッチ（望月花梨）
- スケバン刑事（和田慎二）
- S・A（南マキ）
- スロップマンションにお帰り（高尾滋）
- スワンレイク（樋口橘）
- 青春アウェー（コータ)：2015年24号[112] - 2016年13号[113]
- 声優かっ!（南マキ）
- 世界から猫が消えたなら（原作：川村元気、雪野下ろせ）：2015年2号[114] - 2016年7号[115]←『花とゆめ文系少女』から移籍[114]
- 世界でいちばん大嫌い（日高万里）
- ゼロカウント（武藤啓）
- 先生のススメ（冴凪亮）
- そのうるわしきひとは、（まめ魚、原案：花とゆめ編集部）：2024年9号[116] - 2024年12号[117] ※短期集中連載[116]
- その問には答えられません！（くりゅう）：2023年21号[118] - 2023年23号
- 空の食欲魔人（川原泉）
- そりゃないぜBABY（立野真琴）
- それでも世界は美しい（椎名橙）： - 2020年12・13合併号[11]

#### た行
- 大正恋愛活動（千歳四季）：2021年14号[119] - 2021年23号[120]
- 高嶺と花（師走ゆき）：2015年2号[114] - 2020年16号[25] ※→本格連載[114]
- たじろぎの因数分解（川原泉）
- 助けていただきましたニンジャです。（ナツミ）：2018年1号[121] - ※短期集中連載[121]
- ただし恋に限る。（穂嶺灯）：2023年10・11合併号[122] - 2023年13号 ※集中連載[122]
- Wジュリエット（絵夢羅）
- たまちぇん!!（師走ゆき）：2013年17号[123] - ※集中連載[123]
- ダンゲキ!（かめみずとら）：2020年6号[124] -
- ダンシグラシ（西形まい）
- 男水!（木内たつや）：2013年15号[125] - ※集中連載[125]
- 小さなお茶会（猫十字社）
- 地球の王様（喜多尚江）：1992年3号 - 1992年15号
- 中国の壺（川原泉）
- 超少女明日香（和田慎二）
- 墜落JKと廃人教師（sora）：2017年16号[126] - 2017年18号、2017年22号[127] - 2017年24号、2018年6号 - 2024年13号[52] ※短期集中連載[127]→連載[52]
- 月の傾く夜に（堤翔）：2015年9号[128] - ※集中連載[128]
- 翼を持つ者（高屋奈月）
- ツーリング・エクスプレス（河惣益巳）
- ディア マイン（高尾滋）
- DJシリーズ（山下友美）
- てるてる×少年（高尾滋）
- 天使禁猟区（由貴香織里）
- 天使1/2方程式（日高万里）： - 2018年17号[129]→『マンガPark』に移籍[129]
- 天上の愛 地上の恋（加藤知子）
- 転生したら姫だったので男装女子極めて最強魔法使い目指すわ。（輝）：2020年21号[130] - 2020年24号[131]、2021年4号[131] - →『少年ハナトユメ』に移籍[96]、集中連載から連載化[131]
- 天然水族館（杉原涼子）：2001年21号 - 2002年11号、2003年3号 - 2003年6号
- 東京クレイジーパラダイス（仲村佳樹）
- 動物のお医者さん（佐々木倫子）
- となりのメガネ君。（ふじもとゆうき）
- トリピタカ・トリニーク（鈴木ジュリエッタ）：2016年22号[132] - 2018年3号[133]

#### な行
- ナイショのお隣さん（風花）：2025年14号[134] - 2025年16号[135] ※読み切りから連載化[136]
- ナデシコクラブ（サカモトミク）：2000年6号 - 2003年8号
- なまいきざかり。（ミユキ蜜蜂）：2013年22号[137] - 2022年2号[137] ※集中連載[138]→本格連載[139]
- ならしかたなし（雪野下ろせ）： - 2020年1号[140]
- なんて素敵にジャパネスク（山内直実、原作：氷室冴子）→『別冊花とゆめ』に移籍
- 贄姫と獣の王（友藤結）：2015年23号[141] - 2020年22号[142]
  - 〜贄姫と獣の王 スピンオフ〜 白兎と獣の王子（友藤結）：2022年18号[70] - 2024年6号[143]
- 虹色JOKER（みなみ佐智）：2005年3号 - 2005年13号
- ニューヨーク・ニューヨーク（羅川真里茂）
- 人魚姫・人魚姫Ⅱ(薬師斉子)
- 忍恋（鈴木ジュリエッタ）：2018年17号[129] - 2020年12・13合併号[11]
- 忍者飛翔（和田慎二）
- ぬらりひょんの花嫁（吉田真翔）：2021年5号[144] - 、2021年12号[88] - 2022年6号[69] ※→連載[88]
- ねこ男子 ニャンキーハイスクール（柴宮幸）※読み切りから連載化[145]
- ネバギバ!（武藤啓）
- ノイモンドの花婿（穂嶺灯）：2025年12号[146] - 2025年15号[103] ※読み切りが連載化[146]
- 悩殺ジャンキー（福山リョウコ）
- のばらに口づけ（夏菜つな）：2020年14・15合併号[147] - ※集中連載[147]
- 呪い子の召使い（柴宮幸）：2020年7号[148] - 2020年10・11合併号[149]、2020年19号[150] - 2022年24号[42] ※→本格連載[150]
- 呪われた夜の太陽（酒井ゆかり）：2020年2号[151] -

#### は行
- ハートの国でお茶会（古都和子）：2008年4号 - 2008年6号
- ハードロマンチッカー（藤原規代）：2003年2号 - 2003年4号
- 伯爵カインシリーズ（由貴香織里）
- はじまりのにいな（水森暦)
- パタリロ!（魔夜峰央、『別冊花とゆめ』に移籍）
- パセリを摘みに（川原泉）
- 花ざかりの君たちへ（中条比紗也）
- 花と悪魔（音久無）：2007年8号 - 2010年24号
- 花時をかける（青海瑠依）：2023年16号[152] - 2023年20号 ※集中連載[152]
- 花の騎士（西形まい）：2010年4号 - 2011年16号
- 花やなぎ（朝海いるか）：2015年15号[153] -
- パパには秘密なのですが（夏芽ミカン）：2014年14号[154] - 2014年16号、19号、22号
- バビロンまで何マイル?（川原泉）
- はみだしっ子（三原順）
- 春の日ぐらし（朝ひおり）：2022年15号[32] - 2022年17号、2022年22号[78] - 2023年2号 ※集中連載[32]→連載
- はれ食堂（綾かおり）
- パンと懐剣（神坂智子）
- 半熟アプランティ（倉月忍）：2018年3号[133] - ※集中連載[133]
- ピアノの恋人（喜多尚江）：1998年3号 - 1998年21号
- 緋桜白拍子（藤丞めぐる）
- 引きこもり姫と毒舌騎士様（酒井ゆかり）：2023年8号[155] - 2025年1号[110]
- ピグマリオ（和田慎二）
- ピーターとマリア（山下友美）
- ピチカートの眠る森（幸村アルト）：2022年21号[156] - 、2023年8号[155] - 2025年6号[61]
- ひつじの涙（日高万里）
- 瞳・元気 KINGDOM（藤崎真緒）
- ひなた120%（藤崎真緒）
- V-K☆カンパニー（山口美由紀）
- 美貌の果実（川原泉）
- ひみつの海藤家（加藤知子）
- 100年の恋もさめなくて（チキン）：2024年3号[91] - 2024年5号[157]
- 百年浪漫ねむり姫（十鳥さる）：2020年1号[140] - 2020年3号[108] ※集中連載[140]
- 妖精標本（由貴香織里）
- 女子妄想症候群（イチハ）
- 覆面系ノイズ（福山リョウコ）：2013年10号[158] - 2019年4号[159]
- ふくろう荘 空きあります（松月滉）：2014年23号[160] - 2015年23号[141]
- ブラックハートスター（中村世子）：2013年6号 - 2013年8号、2013年17号[123] - 2013年19号 ※集中連載[123]
- ブラッディKISS（古都和子）：2005年22号 - 2007年14号
- フラレガール（堤翔）：2018年7号[161] - 2018年9号[81]、2018年16号[162] - 、 - 2022年13号[111] ※集中連載[162]→連載
- ブリキの缶づめ（みなみ佐智）：2002年6号 - 2002年16号
- フルーツ果汁100%（岡野史佳）
- フルーツバスケット（高屋奈月）
  - フルーツバスケット マブダチ特別編 2nd season（高屋奈月）：2020年10・11合併号[163] - 2020年17号[164]
- フルハウスキス（佑羽栞）
- フロイト1/2（川原泉）
- 平凡探偵つきなみ（稲井カオル）：2018年13号[165] - ※集中連載[165]
- ペテン師は涙をこぼさない（浅葉さつき）：2021年23号[120] - 2022年1号[166] ※集中連載[166]
- HELP!!（藤原規代）：2003年22号 - 2004年3号
- V・B・ローズ（日高万里）
- 星空のカラス（モリエサトシ）：2012年14号 - 2015年21号[167]
- 忘却の首と姫（惣司ろう）：2013年9号[168] - 2014年20号[169] ※作者死去により終了[169]
- 僕と彼女のエトセトラ（楠木薫）： - 2017年3号[105]
- ぼくの地球を守って（日渡早紀）
- ぼくらはバラの子（水森暦）：2013年13号[170] - 2014年12号[171]
- 星は歌う（高屋奈月）
- 星降るまきば!（友藤結）
- ぽちゃまに（平間要）→『別冊花とゆめ』に移籍[172]

#### ま行
- my little robinson（堤翔）：2014年13号[173] - ※集中連載[173]
- マオの寄宿學校（安斎かりん）：2019年8号[80] -
- 魔女っ子モモカ（磁ロックス）：2007年9号 - 2009年2号
- まなびや三人吉三（山田南平）
- 守り刀のうた －守り刀の一文字－（サカノ景子、原作：結城光流）：2024年10・11合併号[174] - 2024年20号[175] ※シリーズ連載[174]
- マリオネット（愛田真夕美）
- みすけん!（さかたき新）
- みぞれ総合病院（杉原涼子）：2003年16号 - 2006年20号
- 道端の天使（絵夢羅）
- 未来のうてな（日渡早紀）
- 夢幻スパイラル（草凪みずほ）
- ムーン・ライティングシリーズ（三原順）
- 名探偵 耕子は憂鬱（鈴木ジュリエッタ）：2020年19号[95] - 2022年13号[111]
- メイプル戦記（川原泉）
- メタモルフォシス伝（山岸凉子）
- メビウス同盟（みなみ佐智）：2002年23号 - 2004年19号
- メリト×あいきゅうごっど（原作：津山冬、漫画：酒井ゆかり）：2022年7号[176] - 2022年20号[177]
- もうすこしがんばりましょう（山口舞子）：2002年19号 - 2008年23号
- 元殺し屋メイドは坊ちゃんを守りたい（春風マルチーズ）：2023年20号[178] - 2023年22号
- モノクロ少年少女（福山リョウコ）
- 森には真理が落ちている（川原泉）

#### や行
- 妖精王 （山岸凉子）
- よろず屋東海道本舗（冴凪亮）

#### ら行
- らくこばなし（島田ちえ）：2013年21号[179] - ※集中連載[179]
- ラブシック（モリエサトシ）：2008年20号 - 2009年22号
- LOVE SO LIFE（こうち楓）： - 2015年16号[180]
- LIFE SO HAPPY（こうち楓）：2016年9号[181] -
- ラブ・ミー・ぽんぽこ!（赤瓦もどむ）：2019年15号[182] - 2021年2号[183] ※読み切りから連載化[182]
- リバース×アクト！（サザメ漬け）：2023年14号[184] - 2023年16号 ※集中連載[184]
- 緑野原学園シリーズ （星野架名）
- LOOOP（安斎かりん）：2016年19号[185] - 2016年21号
- ルチルの錬金術（さくまれん）：2021年1号[186] - ※集中連載[186]
- 冷蔵庫物語（ぷろとん）
- 黎明の魔導書（さくまれん）：2018年2号[187] - ※集中連載[187]
- ろっぱん!（トビナトウヤ、原作：ハラダカケル）：2011年19号 -
- ロング アゴー（三原順）

#### わ行
- 和菓子のアン（作画：猪狩そよ子、原作：坂木司）：2015年1号[188] - ←『花とゆめ 文系少女』より移籍[188]
- わたしの先生は顔だけ怖い（WAI）：2024年9号[116] - 2024年12号[117] ※短期集中連載[116]
- 笑う大天使（川原泉）

## 花とむし
「花とむし」とは、当誌の読者コーナーのタイトル。略称「花むし」。編集者と漫画家がこのコーナーを担当するが、どちらかの担当者が交代すれば、コーナーのテーマと一部内容が変更になる。なお、2010年11号時点でのテーマは「喫茶店」。また、テーマに沿った4コマ漫画も掲載されている。
コーナーの内容は以下の通り。なお、特に掲載号の記載がないものは毎号掲載。いずれも2010年11号時点のもの。
- 花むしスーパークラブ：奇数号に掲載。作家陣に対するイラストやメッセージを募るコーナー。
- ファンルーム：掲載された漫画に対するイラストを描いたり、感想を寄せてもらうコーナー。
- かきたいほーだい：オリジナルキャラクターを描いてもらうフリーイラストコーナー。
- コスプレギャラリー：テーマに沿って本誌登場キャラクターのコスプレイラストを描いてもらうイラストコーナー。
- 花むしまんが家通信：このコーナーは読者からの公募ではなく、作家陣に話を訊くもの。奇数号では、毎回違ったテーマに沿った回答を行う。一方、偶数号は常に近況報告となっている。また、偶数号に最終回が掲載された作家が、終了御礼のメッセージをここに寄せることがある。
- オリキャラ男子祭：奇数号に掲載。読者が考えたオリジナルの男性キャラクターを披露する企画。最優秀作は4コマ漫画に登場する。
- ふきだしチェンジ：偶数号に掲載。テーマに掲げられた、漫画のワンシーンのセリフを、いかに笑えるものにするかを、読者から募る企画。

## メディアミックスについて
ラジオ番組にも進出している。子安武人をパーソナリティとして文化放送にて『子安武人の花ゆめ気分でLaLaパーティー』を2001年3月まで放送したほか、子安武人と私市淳をパーソナリティに文化放送にて『子安☆私市の花ゆめチックにLaLaしましょ』を2002年3月まで放送、また、 下野紘と島﨑信長をパーソナリティにネットラジオの音泉にて『花とゆめ 男子会!?らじお』を2012年7月より放送している。
| 文化放送 月曜25:30～26:00枠                | 文化放送 月曜25:30～26:00枠                                                              | 文化放送 月曜25:30～26:00枠                             |
| 前番組                                     | 番組名                                                                                   | 次番組                                                  |
| ------------------------------------------ | ---------------------------------------------------------------------------------------- | ------------------------------------------------------- |
| アニメトピアR （1998年10月5日～2000年3月） | 子安武人の花ゆめ気分でLaLaパーティー （2000年4月～9月）                                  | 加藤由佳＆フレンズのRAPping Street （2000年10月～12月） |
| 文化放送 土曜25:30枠                       |                                                                                          |                                                         |
| 眞一郎と綾子のミッドナイトキーパーズ       | 子安武人の花ゆめ気分でLaLaパーティー （2000年10月～） ↓ 子安武人の花ゆめ気分でLaLa Party | 一樹・巧のヤオメロミックス                              |

## 映像化作品

### アニメ化
| 作品                 | 放送年                 | アニメーション制作         | 備考・出典 |
| -------------------- | ---------------------- | -------------------------- | ---------- |
| パタリロ!            | 1982年-1983年          | 東映動画                   | 映画あり   |
| ガラスの仮面         | 1984年（第1作）        | エイケン                   |            |
| ガラスの仮面         | 2005年-2006年（第2作） | 東京ムービー               |            |
| ピグマリオ           | 1990年-1991年          | 日本アニメーション         |            |
| 赤ちゃんと僕         | 1996年-1997年          | ぴえろ                     |            |
| 闇の末裔             | 2000年                 | J.C.STAFF                  |            |
| フルーツバスケット   | 2001年（第1作）        | スタジオディーン           |            |
| フルーツバスケット   | 2019年（第2作・第1期） | TMS/8PAN                   | OVAあり    |
| フルーツバスケット   | 2020年（第2作・第2期） | TMS/8PAN                   | OVAあり    |
| フルーツバスケット   | 2021年（第2作・第3期） | TMS/8PAN                   | OVAあり    |
| 学園アリス           | 2004年-2005年          | グループ・タック           | [ 190 ]    |
| S・A                 | 2008年                 | GONZO AIC                  | [ 191 ]    |
| スキップ・ビート!    | 2008年-2009年          | ハルフィルムメーカー       | [ 192 ]    |
| 神様はじめました     | 2012年（第1期）        | トムス・エンタテインメント |            |
| 神様はじめました     | 2015年（第2期）        | トムス・エンタテインメント |            |
| それでも世界は美しい | 2014年                 | studioぴえろ               | [ 193 ]    |
| 暁のヨナ             | 2014年-2015年          | studioぴえろ               | [ 194 ]    |
| 覆面系ノイズ         | 2017年                 | ブレインズ・ベース         | [ 195 ]    |
| 贄姫と獣の王         | 2023年                 | J.C.STAFF                  | [ 196 ]    |
| 多聞くん今どっち!?   | 2026年                 | J.C.STAFF                  | [ 197 ]    |
| 花ざかりの君たちへ   | 未公表                 | 未公表                     | [ 198 ]    |

| 作品     | 公開年 | アニメーション制作 | 備考・出典 |
| -------- | ------ | ------------------ | ---------- |
| 夏への扉 | 1981年 | 東映動画           |            |

| 作品                   | 発売年          | アニメーション制作                | 備考                                        |
| ---------------------- | --------------- | --------------------------------- | ------------------------------------------- |
| 紅い牙                 | 1989年 - 1990年 | 虫プロダクション ランダム（1、2） | 商品名：「紅い牙 ブルー・ソネット」         |
| スケバン刑事           | 1991年          | シド・リミテッド                  |                                             |
| ここはグリーン・ウッド | 1991年-1993年   | スタジオぴえろ                    |                                             |
| ぼくの地球を守って     | 1993年-1994年   | Production I.G                    |                                             |
| ガラスの仮面           | 1998年 - 1999年 | 東京ムービー                      | 商品名：「ガラスの仮面 千の仮面を持つ少女」 |
| 天使禁猟区             | 2000年          | ハルフィルムメーカー              |                                             |

- コミックスの出版社を移籍後にOVA化された作品だと『妖精王』がある。

### ドラマ化
| 作品                             | 放送年                        | 制作                        | 備考                                                             |
| -------------------------------- | ----------------------------- | --------------------------- | ---------------------------------------------------------------- |
| スケバン刑事                     | 1985年（第1作）               | フジテレビ 東映             |                                                                  |
| スケバン刑事                     | 1985年-1986年（第2作）        | フジテレビ 東映             |                                                                  |
| スケバン刑事                     | 1986年-1987年（第3作）        | フジテレビ 東映             |                                                                  |
| なんて素敵にジャパネスク         | 1986年                        | 日本テレビ                  | 原作小説のドラマ化                                               |
| ガラスの仮面                     | 1997年                        | テレビ朝日                  |                                                                  |
| 動物のお医者さん                 | 2003年                        | テレビ朝日                  |                                                                  |
| 夜型愛人専門店-ブラッドハウンド- | 2004年                        | テレビ東京 東宝             | 番組名：『ヴァンパイアホスト〜夜型愛人専門店〜』                 |
| 花ざかりの君たちへ               | 2006年-2007年（台湾ドラマ版） | 八大電視                    |                                                                  |
| 花ざかりの君たちへ               | 2007年（国内ドラマ版第1作）   | フジテレビ 共同テレビ       | 番組名：『花ざかりの君たちへ〜イケメン♂パラダイス〜』            |
| 花ざかりの君たちへ               | 2011年（国内ドラマ版第2作）   | フジテレビ                  | 番組名：『花ざかりの君たちへ〜イケメン♂パラダイス〜2011』        |
| 花ざかりの君たちへ               | 2012年（韓国ドラマ版）        | SBS                         |                                                                  |
| ここはグリーン・ウッド           | 2008年                        | ゼネラル・エンタテイメント  | 番組名：『ここはグリーン・ウッド 〜青春男子寮日誌〜』            |
| スキップ・ビート!                | 2011年                        | 八大綜合台 民間全民電視公司 | 台湾ドラマ 番組名（日本）：「スキップ・ビート!! 〜華麗的挑戦〜」 |
| 兄友                             | 2018年                        | 毎日放送                    |                                                                  |
| 恋に無駄口                       | 2022年                        | 朝日放送テレビ ホリプロ     |                                                                  |
| 墜落JKと廃人教師                 | 2023年                        | 毎日放送                    |                                                                  |

| 作品     | 配信年 | 配信先 | 備考・出典 |
| -------- | ------ | ------ | ---------- |
| 高嶺と花 | 2019年 | FOD    | [ 199 ]    |

### 実写映画化
| 作品                       | 公開年 | 監督       | 配給                   | 備考・出典      |
| -------------------------- | ------ | ---------- | ---------------------- | --------------- |
| 笑う大天使                 | 2006年 | 小田一生   | アルバトロス・フィルム | [ 200 ]         |
| 覆面系ノイズ               | 2017年 | 三木康一郎 | 松竹                   |                 |
| パタリロ!                  | 2019年 | 小林顕作   | HIGH BROW CINEMA       |                 |
| 顔だけじゃ好きになりません | 2025年 | 耶雲哉治   | アスミック・エース     | [ 201 ] [ 202 ] |

## 発行部数
- 1978年6月 公称38万部[203]
- 1979年7月 公称38万部[204]
- 1980年7月 公称38万部[205]
- 1981年9月 公称38万部[206]
- 1982年12月 公称450,000部[207]
- 1984年4月 公称500,000部[208]
- 1985年3月 公称500,000部[209]
- 1986年3月 公称420,000部[210]
- 1987年3月 公称420,000部[211]
- 1988年3月 公称420,000部[212]
- 1989年2月 公称450,000部[213]
- 1990年2月 公称450,000部[214]
- 1991年2月 公称450,000部[215]
- 1991年4月 - 1992年3月 公称450,000部[216]
- 1992年4月 - 1993年3月 公称450,000部[217]
- 1993年1月 - 12月 推定31万部[218]
- 1993年4月 - 1994年3月 公称450,000部[219]
- 1994年1月 - 12月 推定30万部[220]
- 1995年1月 - 12月 推定25万部[221]
- 1996年1月 - 12月 推定26万部[222]
- 1997年1月 - 12月 推定28万部[223]
- 1998年1月 - 12月 推定32万部[224]
- 1999年1月 - 12月 推定36万部[225]
- 2000年1月 - 12月 推定40万部[226]
- 2003年9月1日 - 2004年8月31日 300,416部[227]
- 2004年9月 - 2005年8月 295,208部[227]
- 2005年9月1日 - 2006年8月31日 289,375部[227]
- 2006年9月1日 - 2007年8月31日 283,541部[227]
- 2007年10月1日 - 2008年9月30日 261,500部[227]
- 2008年10月1日 - 2009年9月30日 226,542部[227]
- 2009年10月1日 - 2010年9月30日 203,959部[227]
- 2010年10月1日 - 2011年9月30日 189,113部[227]
- 2011年10月1日 - 2012年9月30日 173,250部[227]
- 2012年10月1日 - 2013年9月30日 159,242部[227]
- 2013年10月1日 - 2014年9月30日 146,875部[227]
- 2014年10月1日 - 2015年9月30日 137,167部[227]
- 2015年10月1日 - 2016年9月30日 130,375部[227]
- 2016年10月1日 - 2017年9月30日 124,679部[227]
- 2017年10月1日 - 2018年9月30日 114,833部[227]
- 2018年10月1日 - 2019年9月30日 106,913部[227]
- 2019年10月1日 - 2020年9月30日 94,381部[227]
- 2020年10月1日 - 2021年9月30日 84,787部[227]
- 2021年10月1日 - 2022年9月30日 70,130部[227]
- 2022年10月1日 - 2023年9月30日 53,283部[227]
- 2023年10月1日 - 2024年9月30日 42,543部[227]